# Kardoi (sockenhuvudort i Kina, Tibet Autonomous Region, lat 29,12, long 89,57)
Kardoi (kinesiska: Kadui, 卡堆, Gaxue, 嘎学, 卡堆乡) är en sockenhuvudort i Kina. Den ligger i den autonoma regionen Tibet, i den sydvästra delen av landet, omkring 160 kilometer väster om regionhuvudstaden Lhasa. Antalet invånare är 5 042. Befolkningen består av 2 535 kvinnor och 2 507 män. Barn under 15 år utgör 25,0 %, vuxna 15-64 år 67 %, och äldre över 65 år 6,0 %.
Runt Kardoi är det glesbefolkat, med 16 invånare per kvadratkilometer. Närmaste större samhälle är Karmai, 7,7 km väster om Kardoi. Trakten runt Kardoi består i huvudsak av gräsmarker.
Genomsnittlig årsnederbörd är 648 millimeter. Den regnigaste månaden är juli, med i genomsnitt 184 mm nederbörd, och den torraste är januari, med 4 mm nederbörd.